# Teplička nad Váhom
Teplička nad Váhom je obec na Slovensku v okrese Žilina. Leží asi 3 km východně od Žiliny, jako první obec směrem na Terchovou. Žije zde přibližně 4 400 obyvatel.

## Dějiny obce
První písemná zmínka o Tepličce pochází z roku 1267, tehdy ještě pod jménem Toplucha.
Do roku 1920 sa jmenovala Teplička, od roku 1920 Teplička nad Váhom. Roku 1980 ji připojili k Žiline, ale v roce 1991 se opět osamostatnila.
Jedním z majitelů panství do kterého Teplička patřila byl i František Veszelenyi, jehož manželkou byla v první polovině 17. století Žofia Bošňáková. V souvislosti se Žofií vzniklo mnoho legend, je ale faktem, že spolu se svým manželem založili a udržovali útulek pro chudé. Přijali do něj i nemocné a sirotky, lidi na to odkázané bez ohledu na původ a příslušnost. Žofia Bošňáková (1609 – 1644) se vdávala jako 21letá. Jejím životním krédem bylo, že po člověku zůstanou jen jeho dobré skutky, ostatní odvane čas. Neodmítla žádnou prosbu o pomoc. Pohřbili ji na hradě Strečno, z něhož její tělo, "které se zdá býti neporušené", přenesl v roce 1729 do krypty kostela v obci Teplička nad Váhom hrabě Ján Jakub Lövenburg, dědičný zeměpán. Mumii v roce 2009 zničil žhář.
Textilní továrna hraběte Windischgrätze v Tepličce patřila mezi nejvýznamnější nově založené podniky v Uhersku ve 2. polovině 18. století. Vznikla roku 1767 a vyráběly se v ní hlavně lněné, ale v menší míře i bavlněné a vlněné textilie a kůže. Kvůli špatnému odbytu svých výrobků o sedm let později zkrachovala. V Tepličce vznikla v budovách kaštela v roce 1910 sklárna pro výrobu technického skla, ale výroba trvala jen krátce – do roku 1922. Dva následné požáry zničily budovy kaštela a hlavně přilehlého kostela sv. Kříže, z něhož zbyly jen ruiny.
Teplica byl v minulosti termín pro teplé prameny. Dávnou existenci termálních pramenů dokazuje i obecní pečeť, v jejímž obraze je horní část těla ženy koupající se v kádi. Pečeť obce nese nápis Sigillum oppida Teplice. V katastru obce je nezamrzající pramen – Teplica. Ten dal v minulosti obci jméno. Nejznámější zemětřesení, které mělo epicentrum v katastru Tepličky, bylo dne 15. ledna 1858. Hlavně v Žilině poškodilo všechny domy a některé byly dokonce neobyvatelné.

## Automobilový průmysl
V katastru obce Teplička nad Váhom byla postavena automobilová továrna KIA Slovakia. Výroba v továrně započala 7. 12. 2006. Tuto automobilku postavila korejská firma KIA. Značná část orné půdy v katastru obce Teplička nad Váhom je zastavěná právě touto automobilkou. Ale automobilka poskytuje pracovní příležitosti mnohým obyvatelům Tepličky nad Váhom. Také se po postavení automobilky oživila výstavba nových rodinných domů. Obec má od automobilky zajištěné obecní daně ze zastavěných pozemků, což značně zlepšilo její finanční situaci.
Nedaleko samotné automobilky Kia byla postavena výrobní hala dceřiné společnosti KIA Motors. Ta má zaměstnat až 500 nových pracovníků.

## Doprava
Obcí prochází dvoukolejná elektrifikovaná železniční trať Žilina–Košice. V obci staví i některé osobní vlaky. Mimo železničního spojení má Teplička nad Váhom i autobusové spojení se Žilinou prostřednictvím SAD Žilina. Dokud byla Teplička nad Váhom součástí města Žilina, tak do obce jezdila MHD – autobus č. 5. Nyní do obce mimo SAD Žilina jezdí podnikové autobusy s číslem 25 pro dopravu zaměstnanců závodu KIA ze Žiliny do Tepličky nad Váhom.